# Paul Henrys
Paul Henrys, né le 13 mars 1862 à Neufchâteau et mort le 6 novembre 1943 à Paris, est un général de division français, grand-croix de la Légion d'honneur, dont le nom est associé à la Première Guerre mondiale.
Il se distingue lors de la pacification du Maroc en 1914-1916 puis particulièrement au commandement de l'armée française d'Orient (AFO) en 1918.

## Biographie

### Origine et formation
Paul Prosper Henrys est né le 13 mars 1862 de Paul Henrys (Juge de paix) et de Caroline de Baudel , au 19 rue des Vosges à Neufchâteau, au domicile de son aïeul François Nicolas Henrys (1798-1866). Né à Neufchâteau, son père était avocat et avait été juge suppléant du tribunal de première instance de la ville. La lignée paternelle était d'ailleurs de robe depuis longtemps. Sa mère était fille d'un juge de paix de La Marche avec une ascendance de parlementaires et de magistrats tant du côté maternel que paternel.
Suivant les déplacements professionnels de son père, juge à Commercy, Verdun, puis conseiller à la Cour d'appel de Nancy, le jeune Paul Henrys fréquente les établissements scolaires de ces villes jusqu'à la classe préparatoire à l'École spéciale militaire, au lycée de Nancy. Le 27 octobre 1882, il fait sa rentrée à Saint-Cyr, dont il ressort avec le numéro 71 sur 406 élèves et le 1er octobre 1884, il intègre l'École de cavalerie de Saumur, comme sous-lieutenant élève et en sort le 31 août 1885, avec le numéro 22 sur 78 élèves et la note générale « Bien », pour être affecté, dès le 6 décembre 1885, au 1er régiment de Cuirassiers à Lunéville.
Il connaît alors la vie de garnison dans la « cité cavalière », comme on appelait alors Lunéville. Le nom de Henrys apparaît souvent avec celui de son cheval « Congallus » sur les programmes des manifestations équestres, notamment des courses à l'hippodrome de Jolivet (Lunéville) ou à Nancy, à Auxonne, etc.

### L'Afrique

#### Service en Algérie et formation
Le 7 octobre 1887, toujours sous-lieutenant, il est nommé au 6e régiment de chasseurs d'Afrique en garnison à Saïda, puis à Mascara (Algérie). Nommé lieutenant en octobre de l'année suivante, il est en 1889, détaché pour servir en qualité d'officier d'ordonnance du général Plessis, commandant la subdivision d'Oran et commandant de la cavalerie de la division. En septembre 1890, il est désigné pour suivre les cours d'Instructeur à l'École d'application de cavalerie de Saumur. Il revient en septembre 1891 au 6e régiment de Chasseurs d'Afrique, comme officier instructeur.
Affecté au 5e régiment de chasseurs d'Afrique, et promu capitaine en 1894, il est admis à l'École supérieure de guerre et accomplit les stages classiques inhérents à cette formation dans les différents services de l'état major général de l'Armée jusqu'à la fin de 1897. Il rejoint alors le 2e régiment de chasseurs d'Afrique en avril 1898.

### La Première Guerre mondiale

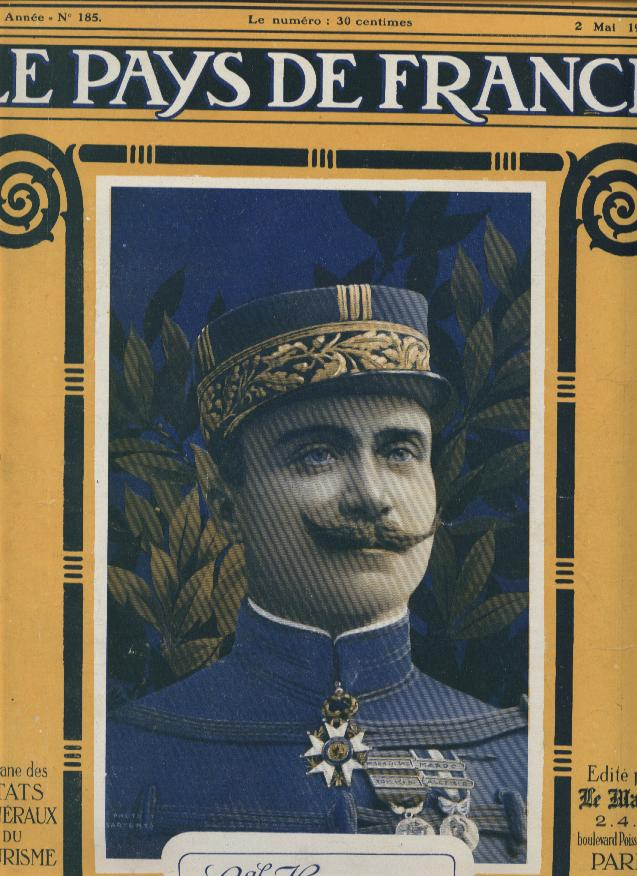
Paul Henrys en couverture du no 185 du Pays de France.

#### Maroc
Commandant général du territoire du Maroc du Nord, le général Henrys enlève la ville de Khenifra en juin 1914, position stratégique pour assurer la communication entre Azrou et Tadla. 
En avril 1916, il est élevé à la dignité de grand officier de la Légion d'honneur pour ses faits d'armes au Maroc avec la citation suivante : « général de division, commandant général du Nord (Maroc) : titulaire du commandement général du territoire du Nord, a pris une part prépondérante au maintien de l'intégrité de l'occupation française au Maroc depuis le début de la guerre ; a dirigé à plusieurs reprises avec le plus grand succès, les opérations militaires, notamment en novembre 1914 et en janvier 1915 ; a continué depuis à exercer dans toutes les parties du Maroc en cours de pacification, une action personnelle doublant la valeur des effectifs mis par le général en chef à sa disposition. ».

#### Fronts lorrains et champenois
En 1916, la situation au Maroc se trouvant partout consolidée, Henrys obtient donc du Résident général de se rendre en France visiter le front, puis d'être remis à la disposition du général en chef. Il est alors affecté au commandement de la 59e division d'infanterie et tient successivement entre avril 1916 et avril 1917, les secteurs de Lenoncourt, en avant de Nancy, des Chambrettes en avant de Verdun et de Troyon. Le 20 mai 1917, il est nommé commandant du 17e Corps d'Armée tenant les secteurs de Bovey en Champagne, de Pierrefitte devant Saint-Mihiel et du Faubourg-Pavé devant Verdun.

#### Commandant de l'Armée française d'Orient
Le 31 décembre 1917, le général prend le commandement de l'Armée française d'Orient et il prend une part considérable aux succès définitifs des Alliés en Orient. Pendant les mois de juillet et d'août 1918, il organise et dirige les opérations victorieuses en Albanie obligeant les Autrichiens à dégarnir la Piave et à ramener vers ce front secondaire deux et même trois bonnes divisions, selon le général Franchet d'Espérey. S'ensuit en septembre, au moment de l'offensive générale, un appui efficace avec ses deux divisions d'infanterie des armées serbes et force à la capitulation à Uskub de 75 000 soldats bulgares. Cela mène à la capitulation de la Bulgarie qui signe l'armistice avec les alliés dès le 29 septembre 1918. La Hongrie cesse les hostilités quelques jours après le 11 novembre, ce sont le général Henrys pour la France et le voïvode Michitcht pour la Serbie qui signent l'armistice au noms des alliés. 
Le 28 décembre 1918, le général Henrys est élevé à la dignité de grand croix de la Légion d'honneur avec la citation suivante : « général de division commandant l'armée française d'Orient : par son coup d'oeil et sa décision, a obtenu la capitulation de la XIe armée allemande, faisant mettre bas les armes le même jour à plus de 72,000 hommes ; communiquant à tous l'ardeur qui l'anime, a amené ses troupes sur le Danube, culbutant les forces allemandes et austro-hongroises accourues en toute hâte d'Alsace, de la Piave et de Russie. ».

### La fin de carrière et les honneurs

#### Pologne

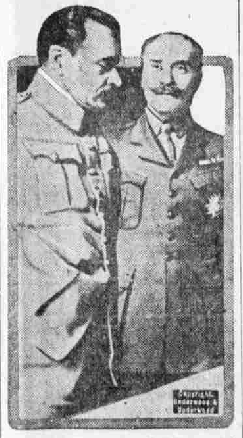
Henrys (droite) avec le général polonais Haller. Vers 1919

En 1919, il est nommé chef de la mission militaire française en Pologne. Cette mission était destinée à aider les autorités de la Pologne reconstituée (Polonia Restituta) à mettre en place leurs structures propres après la si longue période de division et d'annexion par l'Allemagne, l'Autriche et la Russie. La situation politique complexe de ce pays renaissant ne permit pas à Henrys d'utiliser les capacités diplomatiques et politiques dont il avait fait preuve en d'autres circonstances. Il fut rappelé en France et reçut le commandement du 33e corps d'armée en Rhénanie.

#### La retraite et la mort
Il est admis, le 13 mars 1924, dans la deuxième section de l'État major de l'armée, c'est-à-dire qu'il est mis en retraite. Il se retire à Paris, rue de Suffren, et a, jusqu'à la Seconde Guerre mondiale, une intense activité dans les milieux d'anciens combattants : anciens Chasseurs d'Afrique, anciens de la Rhénanie, et surtout anciens combattants de l'Armée d'Orient, les « Poilus d'Orient ».
Pendant cette période, les Vosges eurent à plusieurs reprises l'occasion de le voir participer à des manifestations officielles à Neufchâteau, Épinal et Domremy. Il devient d'ailleurs le président d'honneur de l'Association vosgienne des Poilus d'Orient en 1927.
Il meurt à l'hôpital du Val-de-Grâce, à Paris, le 6 novembre 1943. Le 11 novembre, il est honoré, privilège assez rare, de l'inhumation aux Invalides, dans le caveau des maréchaux et généraux en chef.

## Postes
- 28/09/1912 : commandant de la Cavalerie des troupes débarquées au Maroc puis 29/09/12 Cavalerie des troupes d'occupation du Maroc Occidental
- 27/07/1916 : commandant de la  59e Division d'Infanterie de Réserve
- 20/05/1917 : commandant du  17e Corps d'Armée
- 31/12/1917 : commandant de l'Armée Française d'Orient
- 01/04/1919 : chef de la mission militaire française en Pologne
- 30/09/1920 : en disponibilité.
- 28/06/1922 : commandant du  33e Corps d'Armée
- 13/03/1924 : placé dans la section de réserve

## Grades
- 04/07/1913 : général de brigade
- 24/11/1914 : général de division

## Décorations

### Françaises
- Grand-croix de la Légion d'honneur (28 décembre 1918)[13]
 Grand officier de la Légion d'honneur (27 avril 1916)
 Commandeur de la Légion d'honneur (10 décembre 1912)
 Officier de la Légion d'honneur (12 juillet 1906)
 Chevalier de la Légion d'honneur (11 juillet 1901)
- Croix de guerre 1914-1918 avec cinq palmes
- Médaille interalliée 1914-1918
- Médaille Commémorative du Maroc avec agrafes Oudjda et Maroc
- Médaille commémorative de la Grande Guerre
- Médaille coloniale avec agrafes Sénégal, Soudan et Maroc
- Médaille interalliée de la Victoire
- Chevalier de l'Ordre du Mérite agricole, 1905

### Étrangères
- Croix de 1re classe de l'ordre du Mérite militaire espagnol, 1903
- Commandeur de l'ordre de Ouissam Hafidien ( Maroc), 1913
- Médaille du Mérite militaire chérifien ( Maroc), 1913
- Grand officier du Ouissam alaouite chérifien  ( Maroc), 1913
- Chevalier commandeur de l'Ordre du Bain ( Royaume-Uni), 1918
- Grand officier de la Couronne ( Grèce)
- Croix de guerre hellénique de 1re classe, 1918
- Croix de la Charité ( Serbie)
- Grand-croix de l'ordre de Karageorge ( Serbie)
- Grand cordon de l'ordre de Léopold ( Belgique)
- Croix de guerre belge ( Belgique)
- Grand-croix de l'ordre du Mérite militaire espagnol, 1919
- Croix du Mérite de guerre ( Italie), 1919
- Grand-croix de l'ordre de l'Étoile ( Roumanie)
- Décoration de Ve classe de l'ordre de la Virtuti Militari ( Pologne), 1921[14]
- Grand-croix de l'ordre Polonia Restituta, 1922
- Croix commémorative roumaine de la guerre 1916-1918, 1923
- Grand-croix de l'ordre de la Couronne ( Yougoslavie), 1930
- Épée d'honneur offerte par le roi Alexandre de Yougoslavie

## Hommages
Le général Henrys a une rue à son nom dans sa ville natale de Neufchâteau depuis 1947, une autre à Épinal depuis 1953  et une troisième dans le 17ème arrondissement de Paris dès 1946.